# Live (EP de The Mars Volta)
Albums de The Mars Volta
De-Loused in the Comatorium Frances The Mute
Live est le premier enregistrement live officiel du groupe américain de rock progressif The Mars Volta, publié en juillet 2003. L'EP fut distribué en quantité limitée, et est devenu difficile à obtenir.
Les deux premières pistes furent enregistrées aux XFM Studios à Londres, en 2003. Les deux suivantes lors d'un concert à l'Electric Ballroom, à Londres, le 9 juillet 2003.
La jaquette de l'album est inspirée du mythe d'Arachné, et fut notamment utilisée comme toile de fond lors des concerts du groupe.

## Liste des titres
1. Roulette Dares (The Haunt Of)
2. Drunkship of Lanterns
3. Cicatriz ESP
4. Televators